# 性的快感
性的快感（せいてきかいかん）は、性行為・オナニーなどにおいて、性感帯の刺激などによって得られる快感である。その極致感をオーガズムという。性感帯も個人差が大きく、ある人にとっては快感を得る場所であっても、ある人にとっては全く快感として感じない場合もある。また、過剰な刺激が快感を痛みや不快感に変えてしまうこともある。

## 性感帯
性感帯の部位は男女によっても異なるが、最も敏感な性感帯は一般に性器とその周辺である。女性では陰核亀頭、小陰唇、膣口周辺、大陰唇などで、男性では陰茎亀頭や陰嚢などであるが、亀頭と陰嚢では性感の質が全く異なる。また、男女ともに肛門、会陰なども性感帯として挙げることができる。

## 性的快感を得る方法
性的快感を得る方法は2通りある。1つはオナニーによってであり、1つは恋人、夫婦、異性間、同性間の性行為によってである。

### オナニー
自分の性器を自分の手や道具を使って刺激し、快感を得る行為である。一般に、オーガズムが得られるまで陰茎あるいは陰核を刺激し続けるという方法で行われる。膣への刺激や、バイブレータなどの性具が用いられる場合もある。

### 性行為
愛し合う恋人、夫婦、異性間、同性間の性行為によって得られる性的快感は、相手に対する思いやりと優しさが、肉体的快感を一層増幅する効果があり、深い精神的満足を伴った強烈なオーガズムを惹起する。
一方、たとえ愛し合うカップルであっても、性行為がマンネリ化しては、徐々にその新鮮味が薄れ、あるいは同居が長引いたり、子ができたりすると、相手を家族として見てしまうということから性生活から疎遠になることもある（セックスレス）。